# Norman Dawn
Norman Dawn (n. 25 mai 1884, Argentina – d. 2 februarie 1975, Santa Monica, California) face parte din generația primilor regizori americani.

## Filmografie
O listă parțială de filme regizate de Dawn poate fi găsită la Internet Movie Database. Iată câteva filme suplimentare care nu sunt menționate în lista de la IMDB:
- Missions of California: 1907
- Gypsy Love: 1910
- Women of Toba: 1910
- Story of the Andes: 1911
- Ghost of Thunder Mountain: 1912
- Man of the West: 1912
- The Drifter: 1913
- Two Men of Tinted Butte: 1914
- Oriental Love: 1916
- The Girl in the Dark: 1917
- Sinbad the Sailor: 1917
- The Kaiser, the Beast of Berlin: 1917
- Danger, Go Slow: 1918
- For the Term of His Natural Life): 1927
- Showgirl's Luck (1931)
- Orphans of the North (1940)